# Polisens grader i Sverige
Inom den svenska Polismyndigheten och Säkerhetspolisen finns följande tjänstegrader. 
Utdrag ur Polismyndighetens föreskrifter och allmänna råd om polisens uniformer (PMFS 2022:10): 
3 § Gradbeteckningar ska bäras på uniformens axelparti om det inte av taktiska eller säkerhetsmässiga skäl är olämpligt. Vid bärande ska eklöven peka bakåt med stjälkarna riktade framåt.

## Polisens tjänstegrader från 2022
2022 infördes det nya systemet Karriär- och utvecklingsvägar (KUV) i syfte att bland annat höja lönerna, där man har bland annat gjort ändringar i gradbeteckningarna. Exempelvis har graden polisassistent delats upp i fem nivåer. Ändrade genom PMFS 2022:10:. De gamla graderna används fortfarande vid sidan om de nya graderna. 
De nya gradbeteckningarna, från högst till lägst, är som följande: 

### Polischefsgrader
|  |                                  |                               |                        |                                   |                          |                          |                                                            |                             |                                       |  |  |
|  |                                  |                               |                        |                                   |                          |                          |                                                            |                             |                                       |  |  |
|  | Rikspolischef Säkerhetspolischef | Biträdande säkerhetspolischef | Polisdirektör          | Biträdande polisdirektör          | Polismästare             | Polismästare             | Polismästare Polisöverintendent                            | Polisintendent              | Polissekreterare                      |  |  |
|  | (myndighetschef)                 |                               | (chef för polisregion) | (biträdande chef för polisregion) | (chef på ledningsnivå 5) | (chef på ledningsnivå 4) | (chef för polisområde) (enhetschef nationella avdelningar) | (chef för lokalpolisområde) | (sektionschef nationella avdelningar) |  |  |
|  |                                  |                               |                        |                                   |                          |                          |                                                            |                             |                                       |  |  |

### Kommissarier och inspektörer
|  |                                      | |                                      |                                  |                                  |                                  |  |  |  |
|  |                                      | |                                      |                                  |                                  |                                  |  |  |  |
|  | Poliskommissarie Kriminalkommissarie | Poliskommissarie Kriminalkommissarie                                                                                        | Poliskommissarie Kriminalkommissarie | Polisinspektör Kriminalinspektör | Polisinspektör Kriminalinspektör | Polisinspektör Kriminalinspektör |  |  |  |
|  | (chef på ledningsnivå 3 eller 4)     | (biträdande chef på ledningsnivå 3 eller 4) (befäl/arbetsledare) (chef för befälsgrupp på indirekt nivå t.ex. grupp med VB) |                                      | (chef för grupp)                 | (yttre befäl/arbetsledare)       |                                  |  |  |  |
|  |                                      | |                                      |                                  |                                  |                                  |  |  |  |

### Polisassistenter och aspiranter
|  |                    |                    |                    |                                         |                                         |               |                                    |  |  |
|  |                    |                    |                    |                                         |                                         |               |                                    |  |  |
|  | Polisassistent     | Polisassistent     | Polisassistent     | Polisassistent                          | Polisassistent                          | Polisaspirant |                                    |  |  |
|  | (medarbetarnivå 5) | (medarbetarnivå 4) | (medarbetarnivå 3) | (medarbetarnivå 2) (>4 års anställning) | (medarbetarnivå 1) (<4 års anställning) |               | (Studerande vid Polisutbildningen) |  |  |
|  |                    |                    |                    |                                         |                                         |               |                                    |  |  |

## Polisens tjänstegrader från 2015 till 2022
Från den 1 januari 2015 fanns följande tjänstegrader och gradbeteckningar inom den nybildade Polismyndigheten, ändrade genom PMFS 2018:12 :

### Polischefsgrader
| Nr | 1                                | 2                             | 3                      | 4                        | 5                                                          | 6                               | 7                                                                 | 8                |  |
| -- | -------------------------------- | ----------------------------- | ---------------------- | ------------------------ | ---------------------------------------------------------- | ------------------------------- | ----------------------------------------------------------------- | ---------------- |  |
|    |                                  |                               |                        |                          |                                                            |                                 |                                                                   |                  |  |
|    |                                  |                               |                        |                          |                                                            |                                 |                                                                   |                  |  |
|    | Rikspolischef Säkerhetspolischef | Biträdande säkerhetspolischef | Polisdirektör          | Biträdande polisdirektör | Polismästare                                               | Polismästare Polisöverintendent | Polisintendent                                                    | Polissekreterare |  |
|    | (myndighetschef)                 |                               | (chef för polisregion) |                          | (chef för polisområde) (enhetschef nationella avdelningar) |                                 | (chef för lokalpolisområde) (sektionschef nationella avdelningar) |                  |  |
|    |                                  |                               |                        |                          |                                                            |                                 |                                                                   |                  |  |

### Övriga polisgrader
| Nr | 9                                    | 10                                   | 11                                   | 12                               | 13                               | 14                               | 15                               | 16             | 17            | 18                               |  |
| -- | ------------------------------------ | ------------------------------------ | ------------------------------------ | -------------------------------- | -------------------------------- | -------------------------------- | -------------------------------- | -------------- | ------------- | -------------------------------- |  |
|    |                                      |                                      |                                      |                                  |                                  |                                  |                                  |                |               |                                  |  |
|    |                                      |                                      |                                      |                                  |                                  |                                  |                                  |                |               |                                  |  |
|    | Poliskommissarie Kriminalkommissarie | Poliskommissarie Kriminalkommissarie | Poliskommissarie Kriminalkommissarie | Polisinspektör Kriminalinspektör | Polisinspektör Kriminalinspektör | Polisinspektör Kriminalinspektör | Polisassistent                   | Polisassistent | Polisaspirant | Studerande vid polisutbildningen |  |
|    | (chef för sektion)                   | (befäl/arbetsledare)                 |                                      | (chef för grupp)                 | (befäl/arbetsledare)             |                                  | (med minst fyra års anställning) |                |               |                                  |  |
|    |                                      |                                      |                                      |                                  |                                  |                                  |                                  |                |               |                                  |  |

## Polisens tjänstegrader från 1992 till 2014
Rikspolisstyrelsens uniformsföreskrifter för polisväsendet (Unif-P); RPS FS 1998:4 FAP 798-1.

### Polischefsgrader
Fram till 1999 krävdes, under 7 kap. §§ 9-10 i då gällande Polisförordning (1984:730), juris kandidatexamen eller annan nordisk juristexamen för behörighet att kunna anställas som länspolismästare, polismästare, polisöverintendent, polisintendent och polissekreterare. På inrådan av Rikspolisstyrelsen framlade regeringen till riksdagen en proposition där kravet på juridisk examen togs bort, dvs en helomvändning av riksdagens tidigare ställningstaganden i samband med 1980-talets polisreform.
|  |               |                                                  |                                                           |                                                                                          |                |                  |  |  |  |
|  |               |                                                  |                                                           |                                                                                          |                |                  |  |  |  |
|  | Rikspolischef | Länspolismästare (i Stockholm, Göteborg & Malmö) | Länspolismästare (i övriga län)                           | Polismästare Polisöverintendent                                                          | Polisintendent | Polissekreterare |  |  |  |
|  |               | Biträdande rikspolischef                         | Biträdande länspolismästare i Stockholm, Göteborg & Malmö | Biträdande länspolismästare i övriga län Byråchef på RPS med uniformsplikt Rektor på PHS |                |                  |  |  |  |
|  |               |                                                  |                                                           |                                                                                          |                |                  |  |  |  |

### Övriga polisgrader
| Nr | 7                                                 | 8                   | 9                                               | 10                | 11                                           | 12             | 13                 | 14                             |  |
| -- | ------------------------------------------------- | ------------------- | ----------------------------------------------- | ----------------- | -------------------------------------------- | -------------- | ------------------ | ------------------------------ |  |
|    |                                                   |                     |                                                 |                   |                                              |                |                    |                                |  |
|    |                                                   |                     |                                                 |                   |                                              |                |                    |                                |  |
|    | Poliskommissarie (med särskild tjänsteställning)  | Poliskommissarie    | Polisinspektör (med särskild tjänsteställning)  | Polisinspektör    | Polisassistent (med minst 6 års anställning) | Polisassistent | Polisaspirant      | Studerande vid polisutbildning |  |
|    | Kriminalkommissarie med särskild tjänsteställning | Kriminalkommissarie | Kriminalinspektör med särskild tjänsteställning | Kriminalinspektör |                                              |                | Polischefsaspirant | [ 11 ]                         |  |
|    |                                                   |                     |                                                 |                   |                                              |                |                    |                                |  |

## Polisens tjänstegrader enligt 1925 års polisutrustningsreglemente
| Grad                        | Befattning | Gradbeteckning |
| --------------------------- | --- | --- |
| Polismästargraden           | Polismästare Landsfogde | ett 3 millimeters kantsnöre av guldgalon och därunder på ett avstånd av 3 millimeter en 30 millimeter bred eklövsgalon i svart och guld              |
| Intendentsgraden            | Polisintendent | En 30 millimeter bred eklövsgalon i svart och guld För statspolisintendenten anbragt 3 millimeter under ett 3 millimeters kantsnöre i svart och guld |
| Landsfiskalsgraden          | Landsfiskal Stadsfiskal vilken också är polischef Landsfogdeassistent Statspolisassistent | .. |
| Kommissariegraden           | Poliskommissarie vilken är anställd i stad som är skyldig att tillhandahålla reservpolispersonal Polischef i köping med åtalsrätt Landsfiskalsassistent                                                                                             | en 18 millimeter bred eklövsgalon i svart och guld                                                                                                   |
| Överkonstapelsgraden        | Annan poliskommissarie Polisman med åtalsrätt i köping som inte är polischef Polisinspektor Polisöverkonstapel anställd i polisdistrikt med polisskoleutbildad personal Polisuppsyningsman anställd i polisdistrikt med polisskoleutbildad personal | en 12 millimeter bred eklövsgalon i svart och guld                                                                                                   |
| Inspektionskonstapelsgraden | Annan polisöverkonstapel Biträdande polisöverkonstapel Kriminalkonstapel Inspektionskonstapel Förste konstapel | ett 3 millimeters kantsnöre av guldgalon |
| Konstapelsgraden            | Manligt kanslibiträde eller skrivbiträde i landsfiskalsdistrikt, som tilldelats polismans skydd och befogenhet Fjärdingsman Annan polisman vilken inte har befälsställning Polissyster                                                              | - |
| Källor                      | [ 12 ] | [ 13 ] |

Vid en genomgång 1944 hade dessutom i vissa poliskårer inrättats följande tjänstegrader vilka inte var omnämnda i utrustningsreglementet: förste kommissarie, biträdande kommissarie, biträdande kriminalöverkonstapel. Någon befattning som polisinspektor fanns då inte kvar.

## Polisens grader i internationell översättning
| Svensk grad                                                                          | Internationell översättning  |
| ------------------------------------------------------------------------------------ | ---------------------------- |
| Polischef                                                                            | Police chief                 |
| Rikspolischef                                                                        | National Police Commissioner |
| Regionpolischef (polismästare med tjänstegraden polisdirektör)                       | Chief Commissioner           |
| Biträdande regionpolischef (polismästare med tjänstegraden biträdande polisdirektör) | Deputy Chief Commissioner    |
| Polismästare                                                                         | District Police Commissioner |
| Polisöverintendent                                                                   | Deputy Police Commissioner   |
| Polisintendent                                                                       | Chief Superintendent         |
| Polissekreterare                                                                     | Assistant Commissioner       |
| Polis                                                                                | Police officer               |
| Poliskommissarie som är chef för sektion                                             | Superintendent               |
| Poliskommissarie                                                                     | Chief Inspector              |
| Polisinspektör som är chef för grupp                                                 | Inspector                    |
| Polisinspektör                                                                       | Sergeant                     |
| Polisassistent med 4 års anställning                                                 | Senior police constable      |
| Polisassistent                                                                       | Constable                    |
| Polisaspirant                                                                        | Police trainee               |
| Polisstuderande                                                                      | Police student               |

Källa: